# Norihiro Nishi
Norihiro Nishi (西 紀寛 Nishi Norihiro?,  nacido el 9 de mayo de 1980 en Takatsuki, Osaka) es un exfutbolista japonés. Jugaba de centrocampista y su último club fue el Okinawa SV de Japón.

## Trayectoria

### Clubes
| Club          | País      | Año         |
| ------------- | --------- | ----------- |
| Júbilo Iwata  | Japón     | 1999 - 2011 |
| Tokyo Verdy   | Japón     | 2012 - 2013 |
| Police United | Tailandia | 2014        |
| Okinawa SV    | Japón     | 2016        |

### Selección nacional
| Selección | País  | Año  |
| --------- | ----- | ---- |
| Sub-23    | Japón | 2000 |
| Absoluta  | Japón | 2004 |

## Estadísticas

### Participaciones en Juegos Olímpicos
| Juegos Olímpicos         | Sede   | Resultado        | Partidos | Goles |
| ------------------------ | ------ | ---------------- | -------- | ----- |
| Juegos Olímpicos de 2000 | Sídney | Cuartos de final | 0        | 0     |

### Participaciones en Copa Asiática
| Copa               | Sede  | Resultado | Partidos | Goles |
| ------------------ | ----- | --------- | -------- | ----- |
| Copa Asiática 2004 | China | Campeón   | 2        | 0     |

## Palmarés

### Títulos nacionales
| Título             | Club         | País  | Año  |
| ------------------ | ------------ | ----- | ---- |
| J1 League          | Júbilo Iwata | Japón | 1999 |
| Supercopa de Japón | Júbilo Iwata | Japón | 2000 |
| J1 League          | Júbilo Iwata | Japón | 2002 |
| Supercopa de Japón | Júbilo Iwata | Japón | 2003 |
| Copa del Emperador | Júbilo Iwata | Japón | 2003 |
| Supercopa de Japón | Júbilo Iwata | Japón | 2004 |
| Copa J. League     | Júbilo Iwata | Japón | 2010 |

### Títulos internacionales
| Título                 | Club (*)           | Sede     | Año  |
| ---------------------- | ------------------ | -------- | ---- |
| Copa de Clubes de Asia | Júbilo Iwata       | Teherán  | 1999 |
| Copa Asiática          | Selección de Japón | Pekín    | 2004 |
| Copa Suruga Bank       | Júbilo Iwata       | Shizuoka | 2011 |

(*) Incluyendo la selección